# Livia Szász
Livia Szász (n. 1958) este editor și traducător român, editor șef al revistei Secolul 21 și director editorial al Editurii Leda din cadrul Grupului Corint.
Absolventă a Universității București cu o diplomă de master în arte în limbile engleză și franceză, Livia Szász este autoarea a mai multor traduceri în română, care au fost publicate de Editura Univers.